# 売掛債権担保融資保証制度
売掛債権担保融資保証制度（うりかけさいけんたんぽゆうしほしょうせいど）は2001年の中小企業信用保険法改正（平成13年12月7日法律第146号）によって創設された日本の制度。中小企業者が売掛先に対して保有している売掛債権を担保として金融機関が融資を行う場合に、その債務を信用保証協会が保証することで、中小企業の資金繰りの円滑化を図ることを目的とした。略称は「売債」（うりさい）。
2007年の中小企業信用保険法改正（平成19年6月1日法律第70号）により同制度は流動資産担保融資制度（ABL保証）へと拡充された。

## 概要
中小企業者が、自ら保有する売掛債権を担保として金融機関から借入れを行う際に、金融機関を通じて信用保証協会に保証の申込みを行う。保証割合は、借入金額の9割であり部分保証と呼ばれる。中小企業者が借入金を返済できないときは信用保証協会が金融機関に貸付残高の9割を代位弁済するとともに、金融機関及び信用保証協会は売掛債権から回収を行う。
売掛債権担保融資は、売掛債権を担保として金融機関から借り入れを行う一方、売掛債権を譲渡し資金調達する金融サービスが請求書買取である。いわゆるファクタリングである。
ファクタリングは法人、個人問わず行う事が出来、昨今ではフリーランスも利用しており、フリーランス向けの充実したサービスが増えている。